# Нанкинг
Нанкинг (кин: 南京, Nánjīng — јужна престоница; неправилно Нанђинг) је главни град кинеске покрајине Ђангсу. Овај град је имао истакнуто место у кинеској историји и култури. Нанкинг је био престоница Кине у више прилика и важи за једну четири традиционалне престонице Кине. Република Кина (Тајван) и данас сматра Нанкинг својом дејуре престоницом.
Град Нанкинг се налази у доњем току реке Јангце, око 300 километара од Шангаја и 1200 километара од Пекинга. Поред улоге престонице, овај град је увек био кинески центар образовања, науке, транспорта и туризма. У источној Кини, јачи трговачки центар је само Шангај.
Према попису из 2020. у граду је живело 9.314.685 становника.

## Географија

### Клима
| Клима Нанкинга (1981–2010 нормале, екстреми 1951–садашњост)                              | Клима Нанкинга (1981–2010 нормале, екстреми 1951–садашњост) | Клима Нанкинга (1981–2010 нормале, екстреми 1951–садашњост) | Клима Нанкинга (1981–2010 нормале, екстреми 1951–садашњост) | Клима Нанкинга (1981–2010 нормале, екстреми 1951–садашњост) | Клима Нанкинга (1981–2010 нормале, екстреми 1951–садашњост) | Клима Нанкинга (1981–2010 нормале, екстреми 1951–садашњост) | Клима Нанкинга (1981–2010 нормале, екстреми 1951–садашњост) | Клима Нанкинга (1981–2010 нормале, екстреми 1951–садашњост) | Клима Нанкинга (1981–2010 нормале, екстреми 1951–садашњост) | Клима Нанкинга (1981–2010 нормале, екстреми 1951–садашњост) | Клима Нанкинга (1981–2010 нормале, екстреми 1951–садашњост) | Клима Нанкинга (1981–2010 нормале, екстреми 1951–садашњост) | Клима Нанкинга (1981–2010 нормале, екстреми 1951–садашњост) |
| Показатељ \ Месец                                                                        | .Јан.                                                       | .Феб.                                                       | .Мар.                                                       | .Апр.                                                       | .Мај.                                                       | .Јун.                                                       | .Јул.                                                       | .Авг.                                                       | .Сеп.                                                       | .Окт.                                                       | .Нов.                                                       | .Дец.                                                       | .Год.                                                       |
| ---------------------------------------------------------------------------------------- | ----------------------------------------------------------- | ----------------------------------------------------------- | ----------------------------------------------------------- | ----------------------------------------------------------- | ----------------------------------------------------------- | ----------------------------------------------------------- | ----------------------------------------------------------- | ----------------------------------------------------------- | ----------------------------------------------------------- | ----------------------------------------------------------- | ----------------------------------------------------------- | ----------------------------------------------------------- | ----------------------------------------------------------- |
| Апсолутни максимум, °C (°F)                                                              | 21,0 (69,8)                                                 | 27,7 (81,9)                                                 | 30,3 (86,5)                                                 | 34,2 (93,6)                                                 | 37,5 (99,5)                                                 | 38,1 (100,6)                                                | 40,0 (104)                                                  | 40,7 (105,3)                                                | 39,0 (102,2)                                                | 33,4 (92,1)                                                 | 29,1 (84,4)                                                 | 23,1 (73,6)                                                 | 40,7 (105,3)                                                |
| Максимум, °C (°F)                                                                        | 7,2 (45)                                                    | 9,5 (49,1)                                                  | 14,2 (57,6)                                                 | 20,7 (69,3)                                                 | 26,2 (79,2)                                                 | 29,1 (84,4)                                                 | 32,2 (90)                                                   | 31,7 (89,1)                                                 | 27,7 (81,9)                                                 | 22,5 (72,5)                                                 | 16,2 (61,2)                                                 | 9,9 (49,8)                                                  | 20,59 (69,09)                                               |
| Просек, °C (°F)                                                                          | 2,7 (36,9)                                                  | 5,0 (41)                                                    | 9,3 (48,7)                                                  | 15,6 (60,1)                                                 | 21,1 (70)                                                   | 24,8 (76,6)                                                 | 28,1 (82,6)                                                 | 27,6 (81,7)                                                 | 23,3 (73,9)                                                 | 17,6 (63,7)                                                 | 10,9 (51,6)                                                 | 4,9 (40,8)                                                  | 15,91 (60,63)                                               |
| Минимум, °C (°F)                                                                         | −0,7 (30,7)                                                 | 1,4 (34,5)                                                  | 5,3 (41,5)                                                  | 11,0 (51,8)                                                 | 16,5 (61,7)                                                 | 21,0 (69,8)                                                 | 24,9 (76,8)                                                 | 24,4 (75,9)                                                 | 19,9 (67,8)                                                 | 13,6 (56,5)                                                 | 6,8 (44,2)                                                  | 1,1 (34)                                                    | 12,1 (53,77)                                                |
| Апсолутни минимум, °C (°F)                                                               | −14,0 (6,8)                                                 | −13,0 (8,6)                                                 | −7,1 (19,2)                                                 | −0,2 (31,6)                                                 | 5,0 (41)                                                    | 11,8 (53,2)                                                 | 16,8 (62,2)                                                 | 16,9 (62,4)                                                 | 7,7 (45,9)                                                  | 0,2 (32,4)                                                  | −6,3 (20,7)                                                 | −13,1 (8,4)                                                 | −14 (6,8)                                                   |
| Количина падавина, mm (in)                                                               | 45,2 (1,78)                                                 | 52,1 (2,051)                                                | 80,4 (3,165)                                                | 79,9 (3,146)                                                | 90,7 (3,571)                                                | 162,0 (6,378)                                               | 216,3 (8,516)                                               | 143,5 (5,65)                                                | 75,3 (2,965)                                                | 59,5 (2,343)                                                | 56,3 (2,217)                                                | 29,5 (1,161)                                                | 1.090,7 (42,943)                                            |
| Дани са падавинама (≥ 0.1 mm)                                                            | 8,7                                                         | 9,1                                                         | 11,8                                                        | 10,0                                                        | 9,7                                                         | 10,6                                                        | 12,3                                                        | 11,8                                                        | 8,1                                                         | 7,8                                                         | 7,4                                                         | 6,2                                                         | 113,5                                                       |
| Релативна влажност, %                                                                    | 74                                                          | 73                                                          | 72                                                          | 71                                                          | 71                                                          | 76                                                          | 80                                                          | 80                                                          | 78                                                          | 75                                                          | 76                                                          | 73                                                          | 74,9                                                        |
| Сунчани сати — месечни просек                                                            | 124,7                                                       | 120,3                                                       | 144,7                                                       | 169,2                                                       | 194,2                                                       | 162,8                                                       | 196,7                                                       | 201,6                                                       | 164,0                                                       | 164,2                                                       | 147,4                                                       | 137,1                                                       | 1.926,9                                                     |
| Извор: China Meteorological Administration (precipitation days, sunshine data 1971–2000) |                                                             |                                                             |                                                             |                                                             |                                                             |                                                             |                                                             |                                                             |                                                             |                                                             |                                                             |                                                             |                                                             |

## Историја
Република Кина је основана 1912, а Нанкинг је изабран као престоница. Династија Ћинг је у то време и даље владала северним покрајинама из Пекинга. Покрет Куоминтанг, под руководством Чанг Кај Шека, 1927. је потврдио Нанкинг као престоницу Кине.
Јапанска војска је 1937. окупирала Нанкинг и извршила Нанкиншки масакр над становништвом. Сматра се да је број мртвих био 200.000-350.000. Споменик у знак сећања на жртве овог масакра подигнут је 1985.
У Нанкингу је за време Другог светског рата била централа колаборационистичке власти, док је руководство Републике Кине деловало из Чунгћинга. Народноослободилачка војска Кине је заузела Нанкинг 1949. и тиме окончала власт Републике Кине на континенталној територији.

## Становништво
Према процени, у граду је 2009. живело 3.320.712 становника.
| 1990.     | 2000.     | 2009.     |
| --------- | --------- | --------- |
| 2.113.883 | 2.743.600 | 3.320.712 |

## Партнерски градови
- Лајпциг
- Лимасол
- Фиренца
- Нагоја
- Далас
- Теџон
- Сент Луис
- Малака
- Перт